# グローバル・パブリック・ポリシー・ネットワーク
グローバル・パブリック・ポリシー・ネットワーク (Global Public Policy Network, 通称:GPPN)はグローバル化した21世紀の世界の問題を共通の課題としてとらえ、公共政策学の研究成果をその解決策として用いる術を研究する大学間ネットワークである。共同研究のほかに、研究者・学生の交流、政治家や官僚への教育活動、様々なシンポジウムを通じての一般向け教育活動も行っている。2014年1月現在の正式メンバーは、以下の通りである。
- イギリスのロンドン・スクール・オブ・エコノミクス (LSE)（ロンドン）
- アメリカのコロンビア大学（SIPA)（ニューヨーク）
- フランスのパリ政治学院 （SciencesPo)（パリ）
- 日本の東京大学（GraSPP)（東京）
- シンガポールのシンガポール国立大学（LKY-SPP)（シンガポール）
- ドイツのヘルティ・スクール・オブ・ガバナンス（Hertie　School）（ベルリン）
- ブラジルのジェトゥリオ・ヴァルガス財団サンパウロビジネススクール（FGV-EAESP）（サンパウロ）

上記の大学間で公共政策修士 (MPA)のデュアル・ディグリー制度が運用されている。各大学の該当修士コースの学生は1年目にそれぞれの大学で学び、2年目は他の大学のいずれかで学び単位を取得して修了要件を満たすと、2つの大学から公共政策修士などの学位が授与される。国際的な問題を解決するために学ぶ学生が、複数の先進都市で学ぶ機会が与えられることは大変貴重なことであろう。

GPPNメンバー
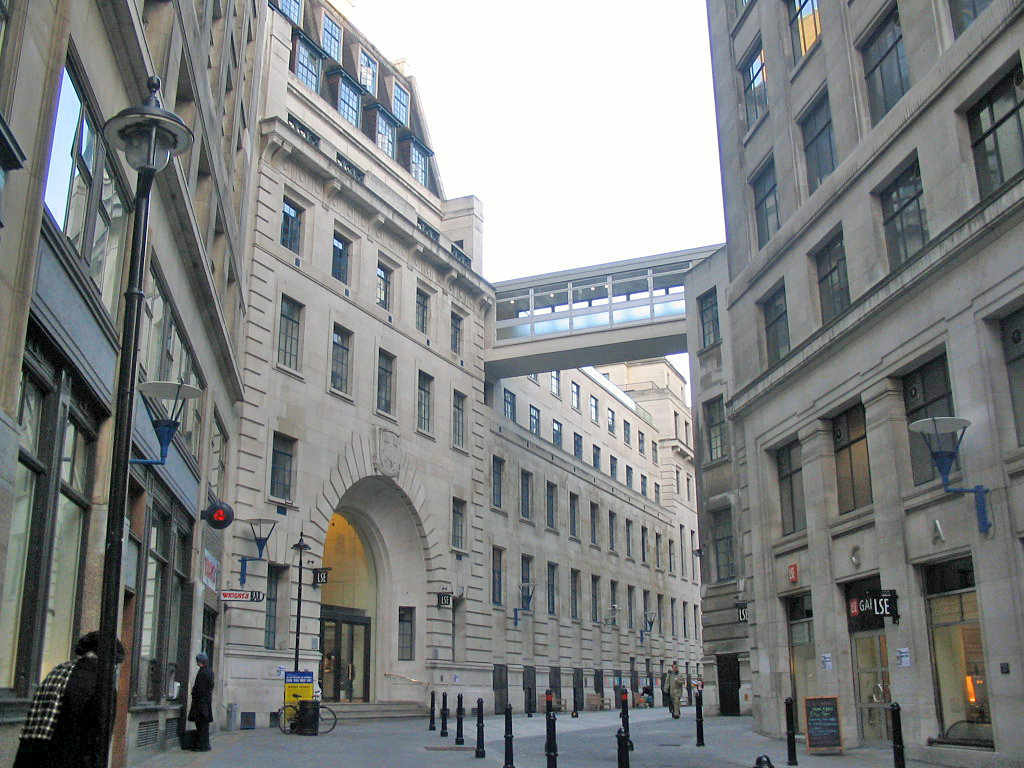
ロンドン・スクール・オブ・エコノミクス
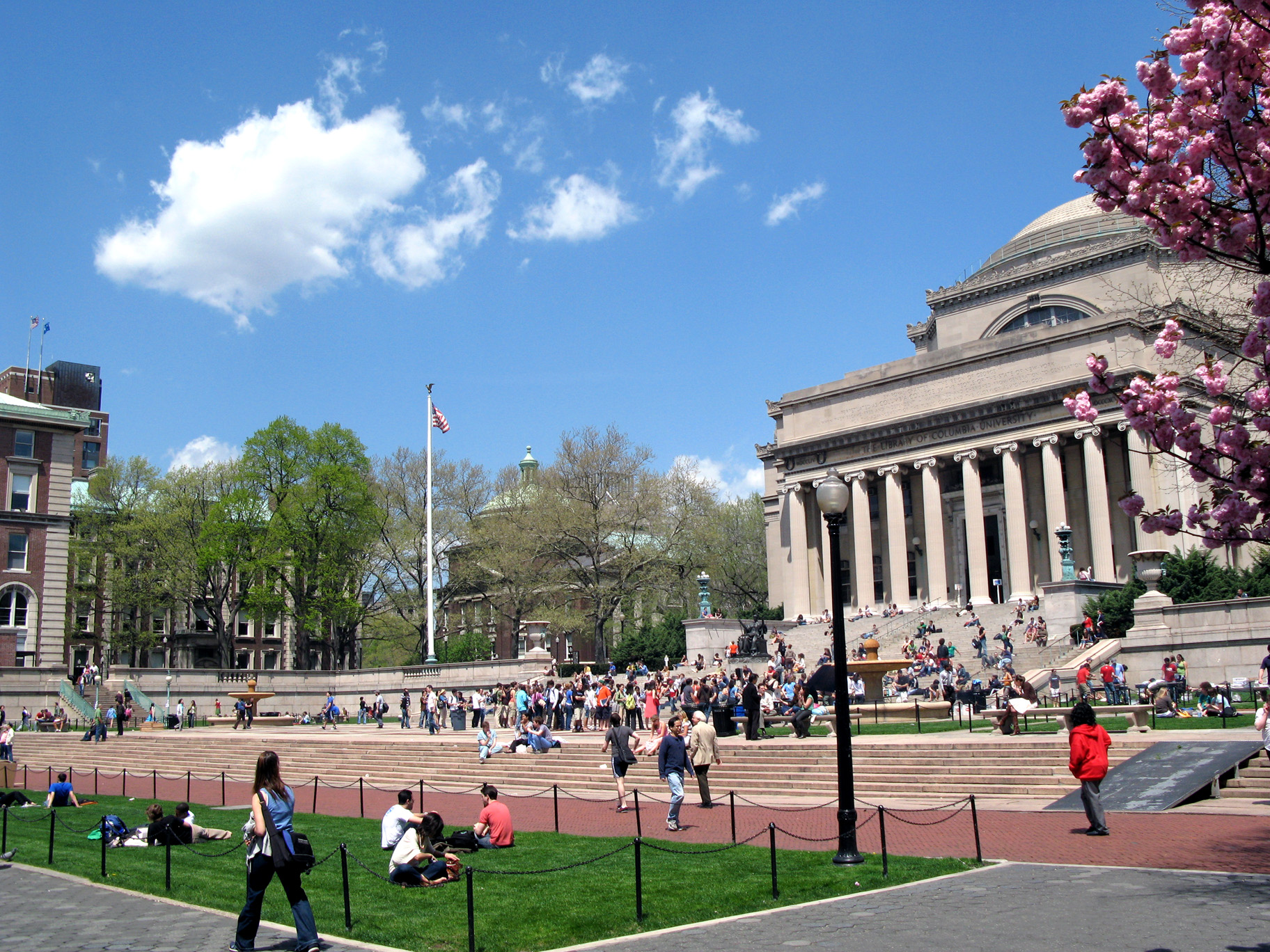
コロンビア大学
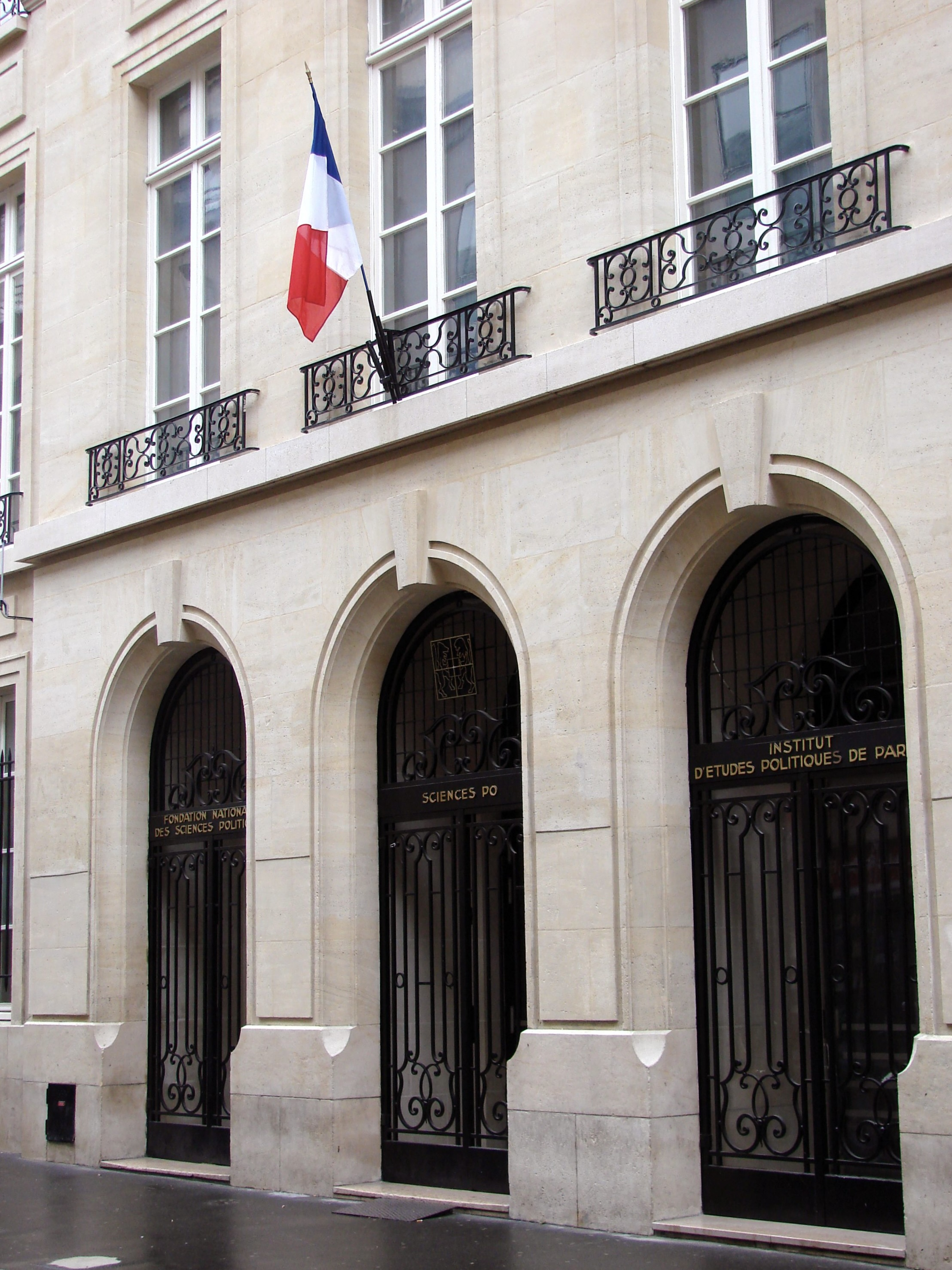
パリ政治学院
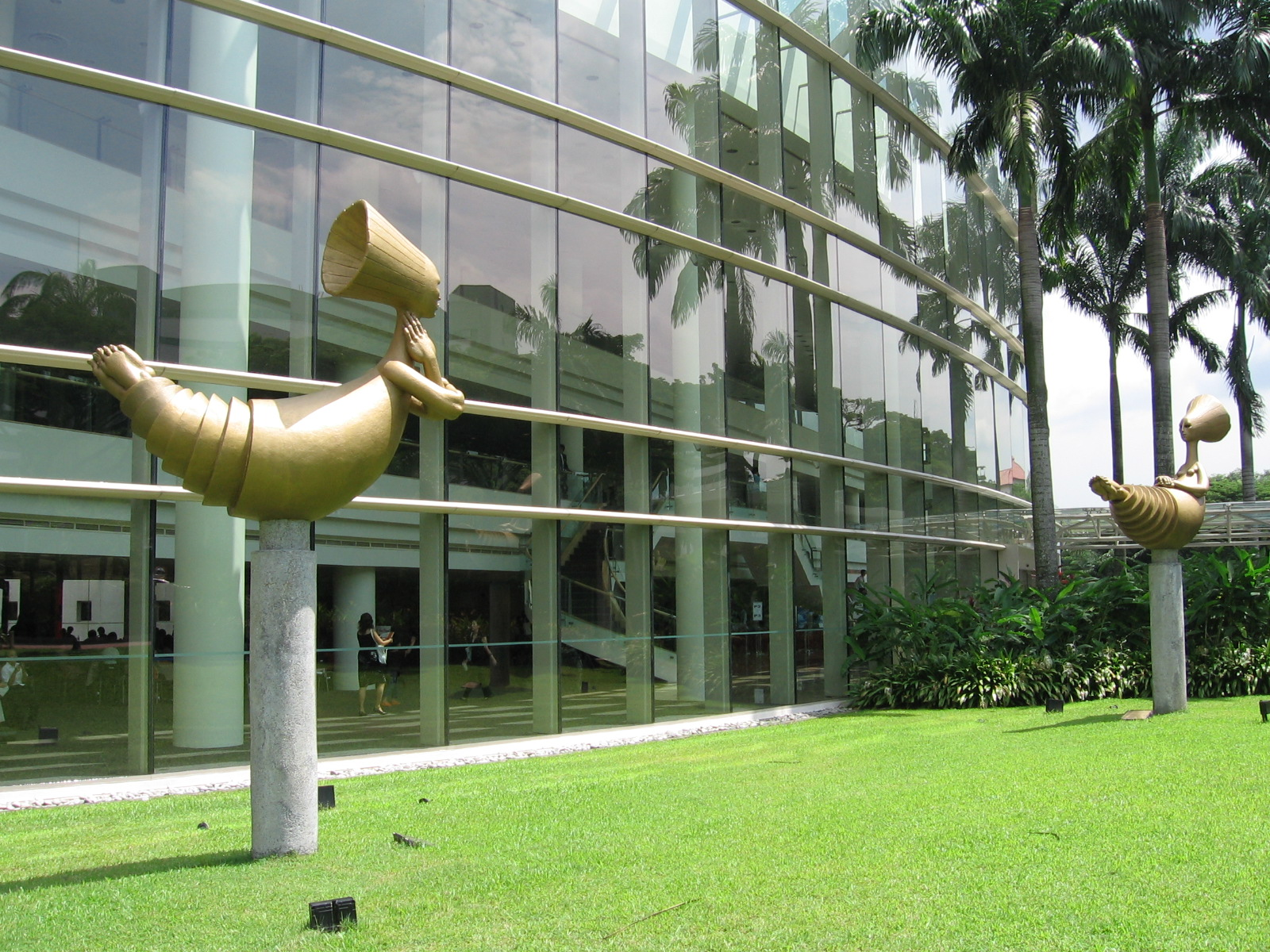
シンガポール国立大学